# Robert Kromm
Robert Kromm (né le 9 mars 1984 à Schwerin, alors en République démocratique allemande) est un joueur allemand de volley-ball. Il mesure 2,12 m et joue réceptionneur-attaquant. Il totalise 197 sélections en équipe d'Allemagne.

## Clubs
| Club                     | De        | À         |
| ------------------------ | --------- | --------- |
| SCC Berlin               | 2003-2004 | 2004-2005 |
| Pallavolo Modène         | 2005-2006 | 2005-2006 |
| Pallavolo Padoue         | 2006-2007 | 2006-2007 |
| Umbria Volley            | 2007-2008 | 2007-2008 |
| Pallavolo Padoue         | 2008-2009 | 2008–2009 |
| Blu Volley Vérone        | 2009-2010 | 2009–2010 |
| Oural Oufa               | 2010-2011 | 2010-2011 |
| Blu Volley Vérone        | 2011-2012 | 2011–2012 |
| Berlin Recycling Volleys | 2012-2013 | …         |

## Palmarès
- Ligue européenne (1)
  - Vainqueur : 2009
- Championnat d'Allemagne (3)
  - Vainqueur : 2004, 2013, 2014